# Liste d'écrivains polonais
La littérature polonaise est la littérature écrite en polonais ou par des écrivains polonais.
- Haut – A
- B
- C
- D
- E
- F
- G
- H
- I
- J
- K
- L
- M
- N
- O
- P
- Q
- R
- S
- T
- U
- V
- W
- X
- Y
- Z

## A
- Bogusław Adamowicz (1870-1944)
- Jerzy Andrzejewski (1909-1983)
- Karol Antoniewicz (1807-1852)
- Guillaume Apollinaire de Wąż-Kostrowicki (d'origine polonaise - écrivait en français) (1880-1918)

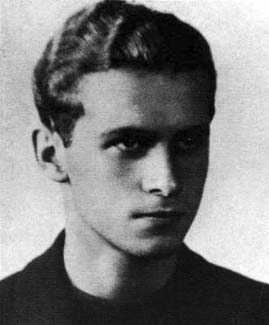
Krzysztof Kamil Baczyński

## B
- Andrzej Bart (1951 - )
- Krzysztof Kamil Baczyński (1921-1944)
- Piotr Bednarski (1934 - )
- Adam Bełcikowski (1839 - 1909),
- Jan Bełcikowski (1874 - 1940)
- Włodzimierz Bełcikowski (1874 - ???)

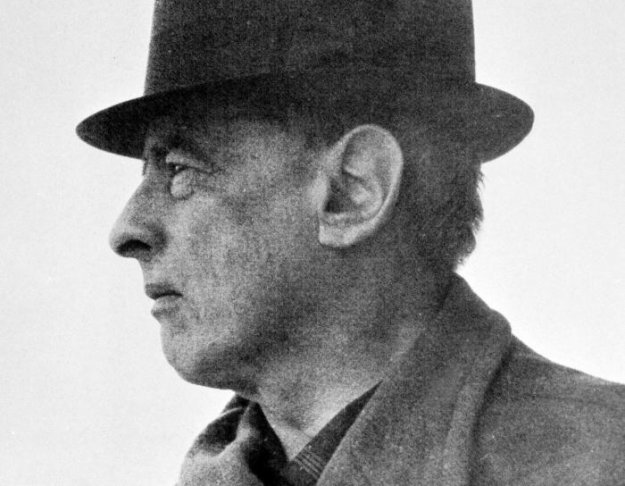
Witold Gombrowicz

- Wacław Berent (1873-1940)
- Miron Bialoszewski (1922-1983)
- Marcin Bielski (v. 1495-1575)
- Marek Bieńczyk (1956 - )
- Dawid Bieńkowski (1963 - )
- Tadeusz Borowski (1922-1951)
- Władysław Broniewski (1897-1962)

## C
- Alexandre Chodzko né  Aleksander Chodźko h. Kościesza (1804-1891)
- Jan Chodzko - Pseudonyme : Jan ze Świsłoczy (1776-1851)
- Leonard Chodźko - Pseudonyme : comte d’Angeberg (1800 - 1871)
- Grażyna Chrostowska (1921-1942)
- S. D. Chrostowska (d'origine polonaise - écrits en anglais) (1975 - )
- Stefan Chwin (1949 - )
- Joseph Conrad de Nalecz-Korzeniowski (d'origine polonaise - écrits principalement en anglais) (1857-1924)
- Józef Czapski (1896-1993)
- Andrzej Czcibor-Piotrowski (1931 - )

## D
- Ignacy Dąbrowski (1869-1932)
- Jan Długosz de Wieniawa (1415-1480)

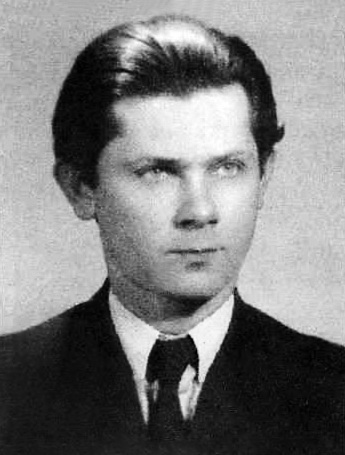
Zbigniew Herbert

- Zbigniew Domino (1929 - )

## E
- Leszek Engelking (1955-)

## F
- Jerzy Ficowski (1924-2006)
- Kornel Filipowicz (1913 - )

## G
- Konstanty Ildefons Gałczyński (1905-1953)

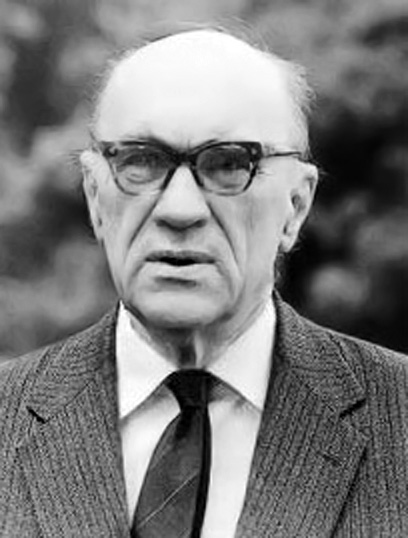
Jarosław Iwaszkiewicz

- Witold Gombrowicz (1904-1969)
- Adam Gorczyński (1805-1876)
- Łukasz Górnicki (1527-1603)
- Manuela Gretkowska (1964 - )
- Jerzy Grotowski (1933-1999)

## H
- Julia Hartwig (1921 - 2017)
- Zygmunt Haupt (1907-1975)
- Zbigniew Herbert (1924-1998)
- Gustaw Herling-Grudziński (1919 - 2000 )
- Marek Hłasko (1934-1969)
- Paweł Huelle (1957 - )

## I
- Jarosław Iwaszkiewicz (1894-1980)
- Kazimiera Iłłakowiczówna (1892-1983)

## J

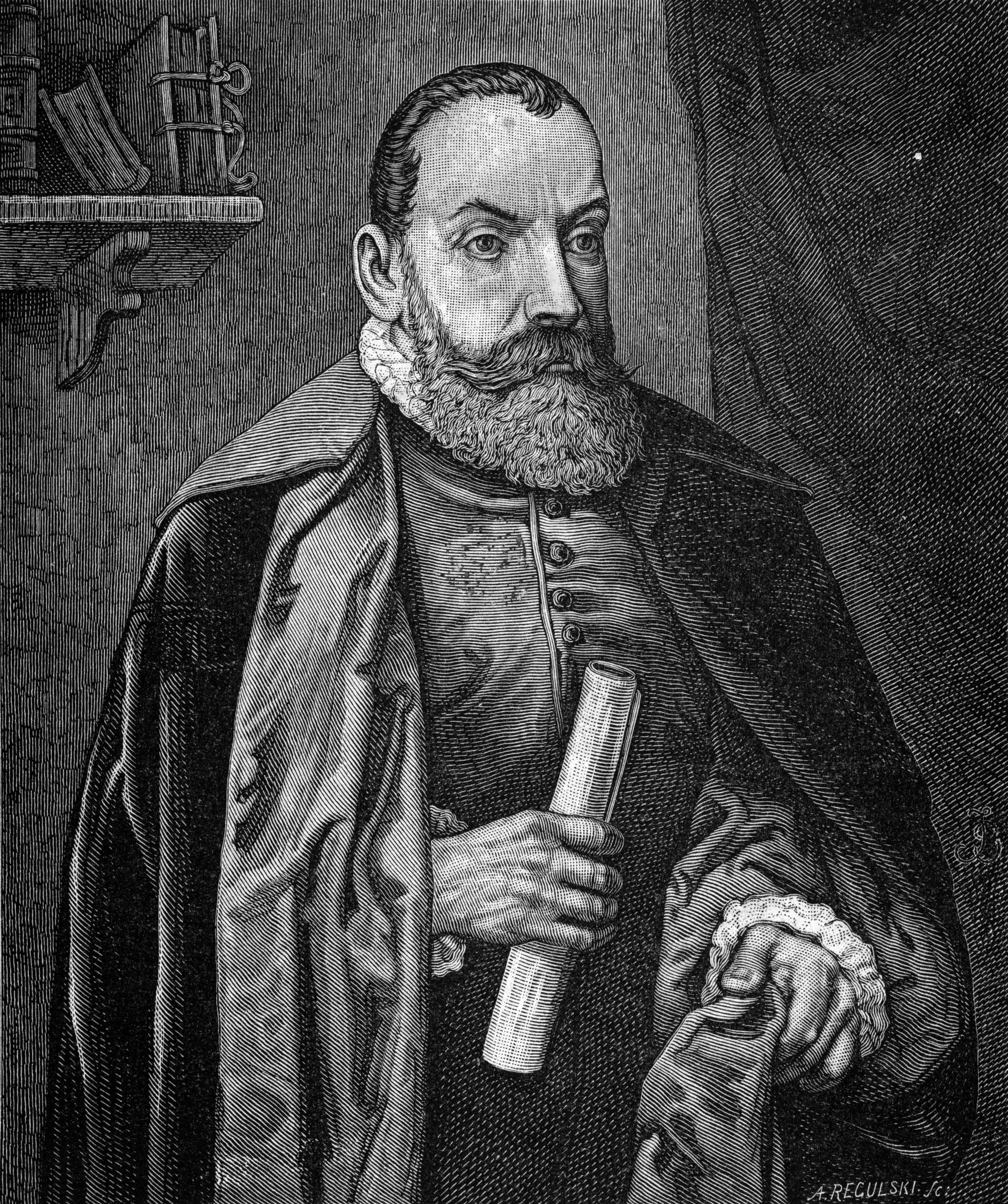
Jan Kochanowski

- Stanisław Janke (1956 - )
- Jerzy Jankowski (1887-1941)
- Bruno Jasienski (1901-1939)

## K
- Jacek Kaczmarski (1957-2004)
- Ryszard Kapuściński (1932-2007)
- Wojciech Karpiński (1943-2020)
- Jan Kasprowicz (1860-1926)
- Andrzej Kijowski (1928 - 1985)

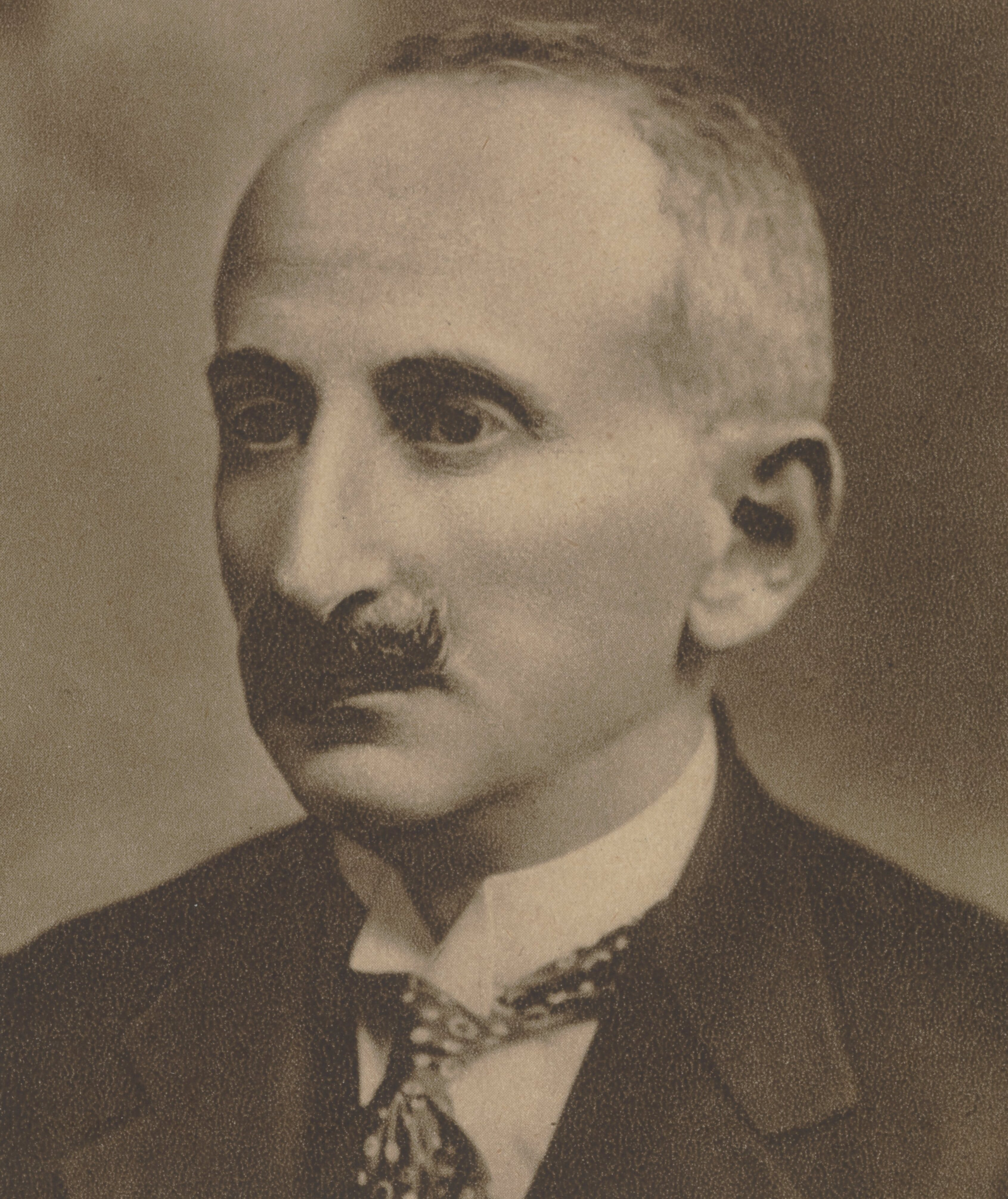
Bolesław Leśmian

- Andrzej Tadeusz Kijowski (1954 - )
- Jan Kochanowski de Korwin (1530-1584)
- Stanislas Konarski (Hieronim Franciszek Konarski) (1700-1773)
- Tadeusz Konwicki (1926-2015)
- Janusz Korczak (1879-1942)
- Zofia Kossak-Szczucka (1890-1968)
- Jerzy Kosiński (1933-1991)
- Ignacy Krasicki (1735-1801)
- Maciej Krasicki (1940-1999)
- Henryk Krasiński (1804-1875)
- Zygmunt Krasiński de Ślepowron (dit Corvin) (1812-1859)
- Józef Ignacy Kraszewski (1812-1887)
- Wojciech Kuczok (1972 - )
- Karolina Kusek (1940-)
- Andrzej Kuśniewicz (1904-1993)

## L

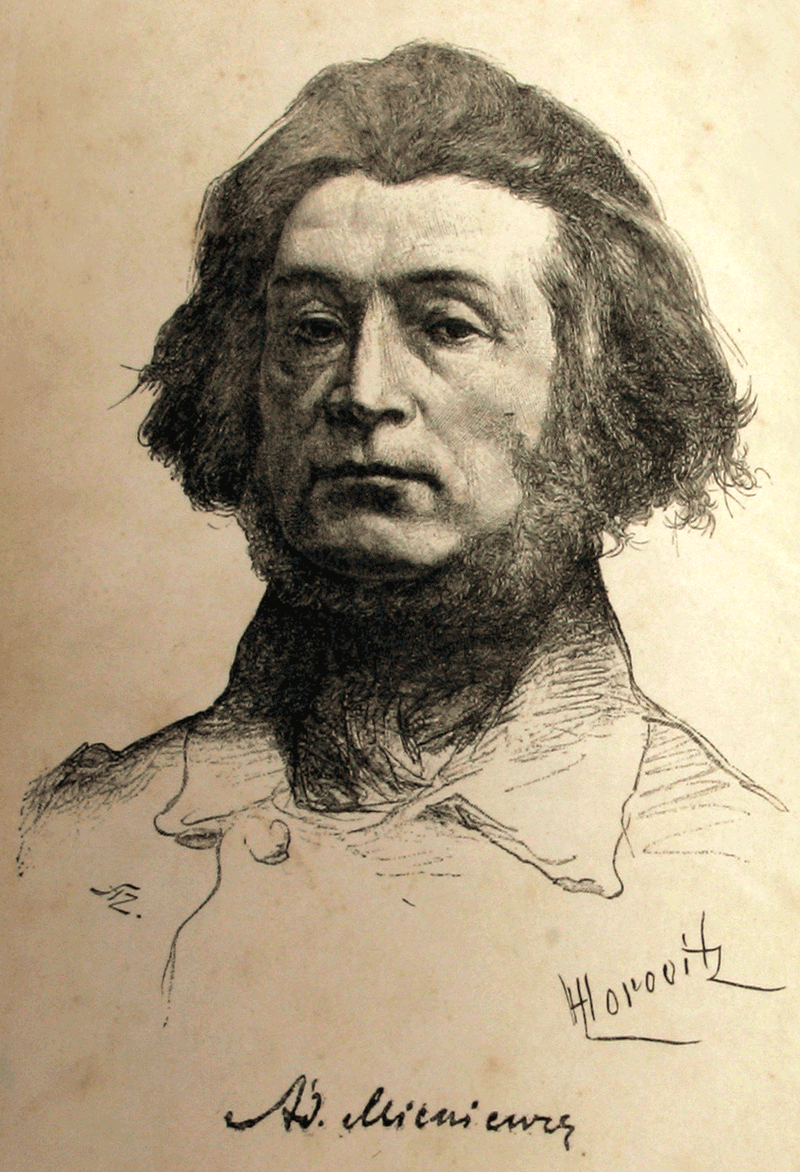
Adam Mickiewicz

- Zdzisław Łączkowski (1926 - )
- Anna Langfus (1920-1966)
- Jan Lechon (1899-1956)
- Stanisław Lem (1921-2006)
- Bolesław Leśmian (1877-1937)
- Roma Ligocka (1937 - )
- Stanisław Lubieniecki (1623-1675)

## M
- Józef Mackiewicz (en) (1902-1985)
- Janusz Makarczyk (1901-1960)
- Kornel Makuszyński (1884-1953)
- Dorota Masłowska (1983 - )

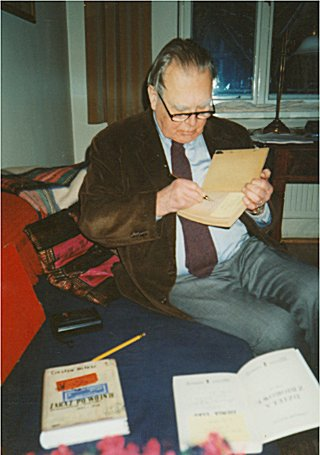
Czesław Miłosz

- Adam Mickiewicz de Poraj (1798-1855)
- Artur Międzyrzecki (1922-1996)
- Juliusz Mieroszewski (1906-1976)
- Grazyna Miller (1957 - 2009), poétesse
- Krystyna Milobedzka (1932-)
- Czesław Miłosz de Lubicz (1911-2004), prix Nobel de littérature en 1980.
- Aleksander Minkowski (1933 - )
- Andrzej Frycz Modrzewski (Andreus Fricius Modrevius) (1503-1572)
- Marek Mogilewicz (d'origine polonaise - écrits notamment en français)
- Sławomir Mrożek (1930 - 2013)

## N
- Zofia Nałkowska (1884-1954)
- Stanislas Naruscewicz (1733-1796)
- Krzysztof Niemczyk (1937-1994)
- Maciej Niemiec (1953-2012)
- Andrzej Niemojewski (1864-1921)
- Zbigniew Nienacki (1929-1994)

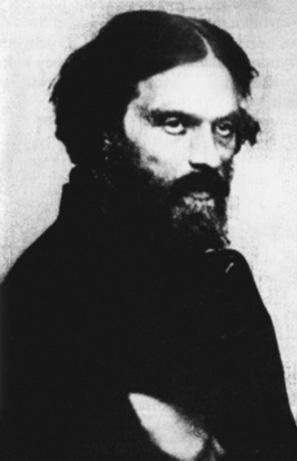
Cyprian Norwid

- Cyprian Norwid de Topór (1821-1883)

## O
- Daniel Odija (1974 - )
- Joseph Opatochou (1886-1954)
- Eliza Orzeszkowa (1841-1910)
- Józefat Bolesław Ostrowski (1805-1871)

## P
- Marcin Paszkowski (1621 - ?)
- Tomasz Piątek (1974 - )
- Jerzy Pietrkiewicz (1916-2007)
- Wojciech Płocharski (1964 - )
- Jerzy Pomianowski (1921 - )
- Jan Potocki (1761-1815)
- Zenon Przesmycki (1861-1944)

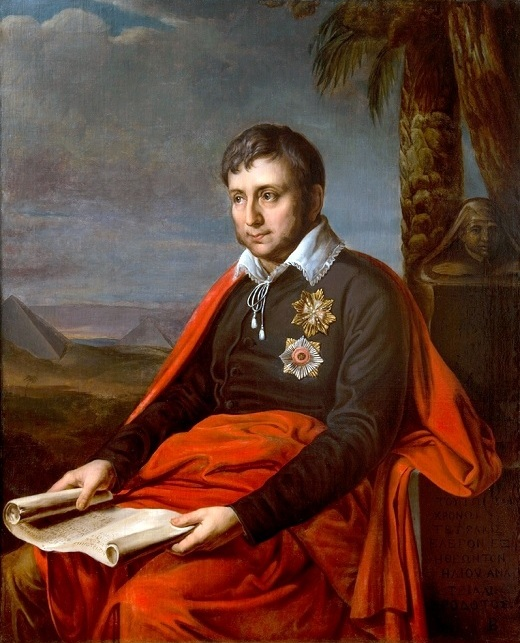
Jean Potocki

- Bolesław Prus (Aleksander de Prus-Głowacki) (1847-1912)

## Q

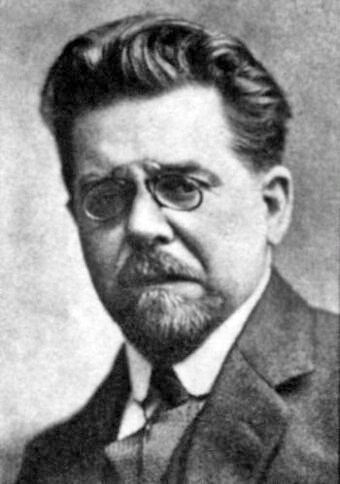
Władysław Reymont
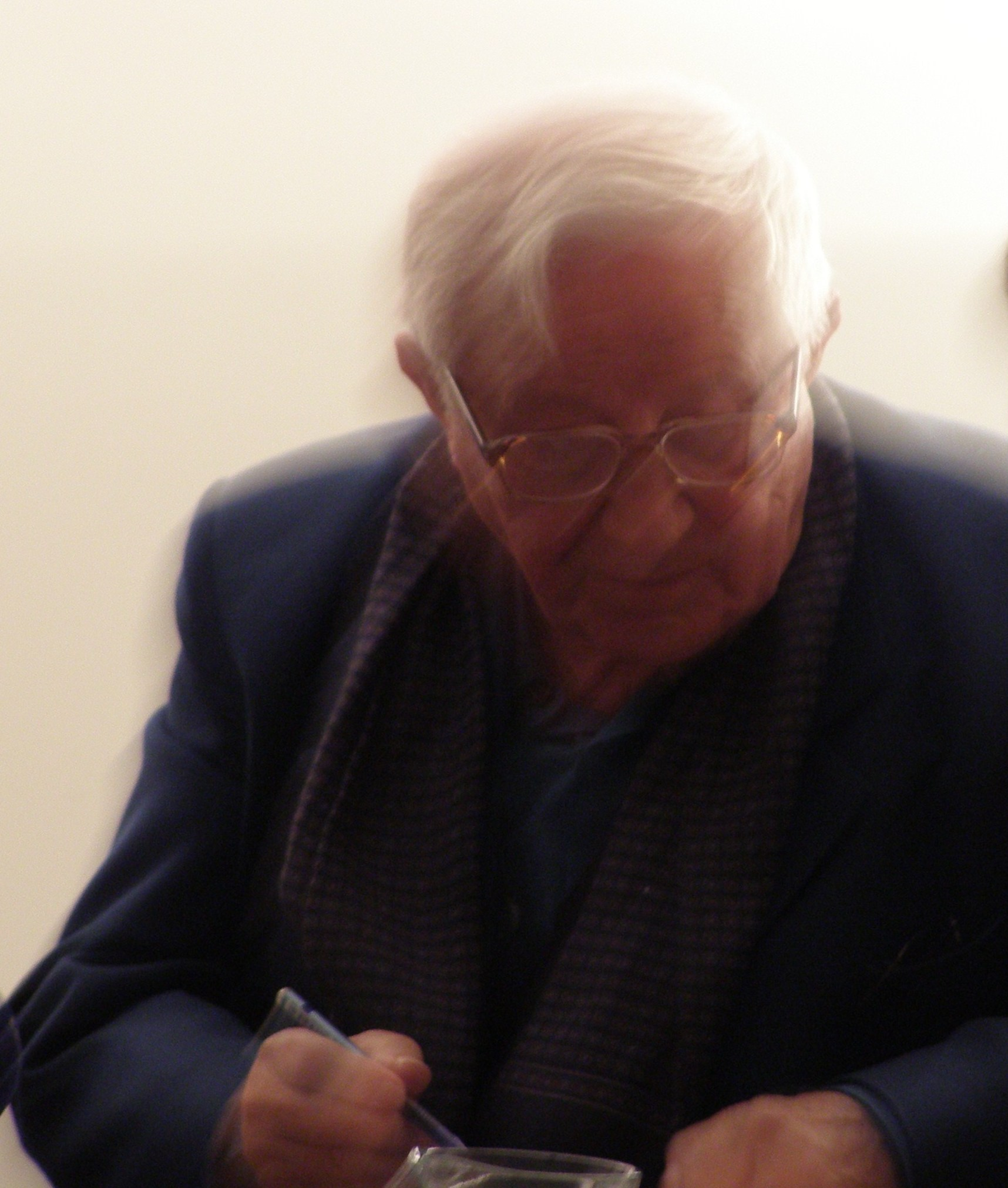
Tadeusz Różewicz
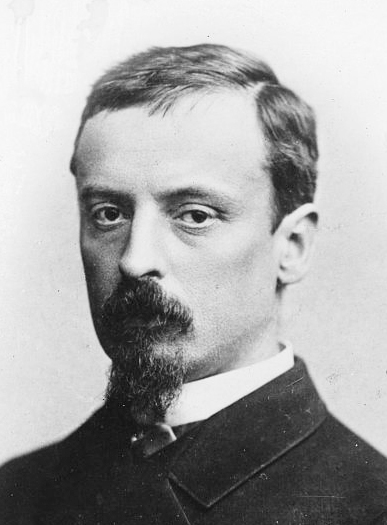
Henryk Sienkiewicz

## R
- Mikołaj Rej de Oksza (1505-1569)
- Władysław Reymont (1867-1925), prix Nobel de littérature en 1924.
- Krystyna Rodowska (1937 - )
- Henryk Rostworowski (1912-1984)
- Tadeusz Różewicz (1921 - )

## S
- Andrzej Sapkowski (1948 - )
- Andrzej Sarwa (1953 - )
- Bruno Schulz (1892-1942)
- Henryk Sienkiewicz de Oszyk (1846-1916), prix Nobel de littérature en 1905.
- Piotr Skarga (1536-1612)
- Jan Stanisław Skorupski (1938 - )
- Antoni Słonimski (1895-1976)
- Żanna Słoniowska (1978 - )
- Juliusz Słowacki de Leliwa (1809-1849)
- Salomon Slowes  (1919-?)
- Teresa Socha-Lisowska (1928-2010)
- Michał Hieronim Starzeński (1757-1823)
- Andrzej Stasiuk (1960 - )
- Stanisław Staszic (1755-1826)
- Czesław Straszewicz (1904-1963)
- Marcin Swietlicki (1961 - )
- Anna Świrszczyńska (1909-1984)
- Wisława Szymborska (1923 -2012), prix Nobel de littérature en 1996.
- Szymon Szymonowic de Kościesza (en français Simon Simonides) (1558-1629) « Le Pindare polonais »
- Andrzej Szczypiorski (1924 - 2000)

## T
- Stefan Themerson (1910 -1988 )
- Olga Tokarczuk (1962 - )
- Magdalena Tulli (1955 - )
- Julian Tuwim (1894-1953)
- Szczepan Twardoch (1979-)
- Jan Twardowski (1915 - 2006)

## U
- Kornel Ujejski (1823-1897)

## W
- Witold Wandurski (1891-1937)
- Melchior Wańkowicz (1892-1974)
- Aleksander Wat (1900-1967)
- Tomasz Kajetan Węgierski (pl) (1755-1787)
- Jerzy Węgierski (1915 - )
- Józef Wereszczyński (1530-1598)
- Kazimierz Wierzyński (1894-1969), poète
- Bruno Winawer (de) (1883-1944), dramaturge
- Jean Hugo Wirckleick (1969-1996)
- Ludwik Wiszniewski (1888-1947)
- Stanisław Ignacy Witkiewicz (1885-1939), dramaturge, philosophe, pamphlétaire, peintre, photographe
- Józef Wittlin (1896-1976), poète, dramaturge, romancier, essayiste, traducteur
- Lucjan Wolanowski (1920-2006)
- Wiktor Woroszylski (1927-1996)
- Stanisław Wyspiański (1869-1907)

## Z
- Izydor Zaczykiewicz (1900-1991)
- Adam Zagajewski (1945 - )
- Andrzej Zaucha (1967 - )
- Stefan Żeromski de Jelita (1864-1925)

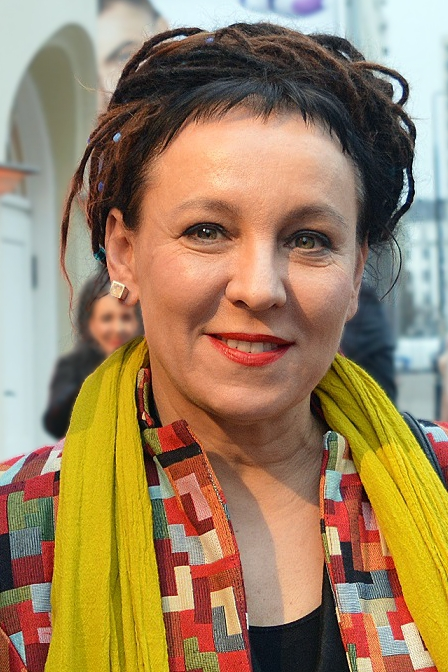
Olga Tokarczuk
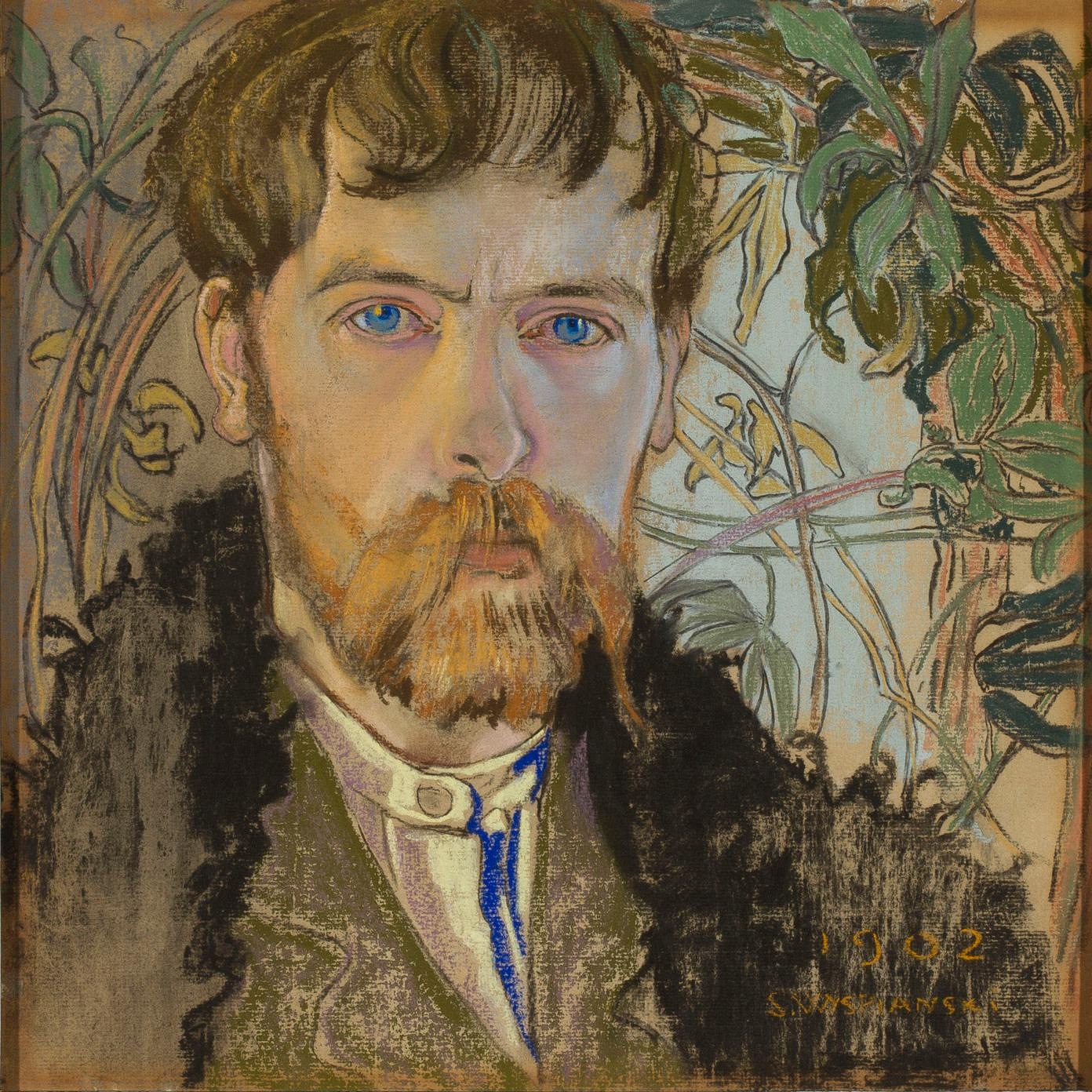
Stanisław Wyspiański
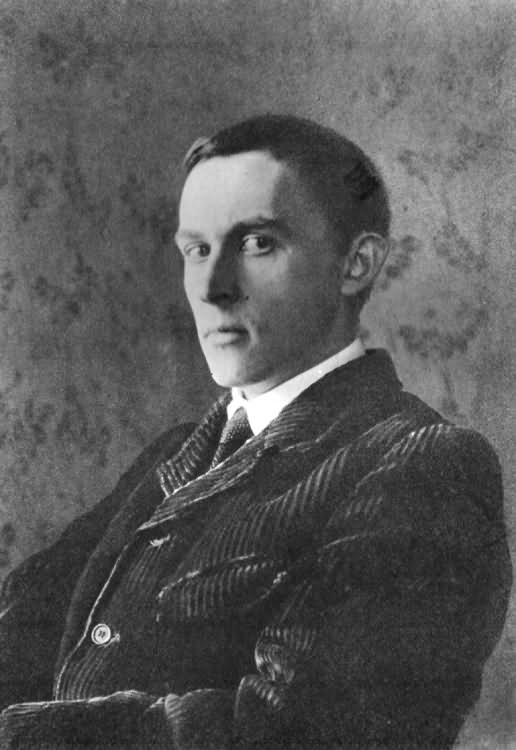
Stanisław Ignacy Witkiewicz